# Образование за мир
Образованието за мир може да бъде дефинирано като процес на придобиване на ценностите и знанията, и развиване на отношенията, уменията и поведението, необходими за живот в хармония със себе си, другите и естествената околна среда.
Съществуват множество официални изявления, описващи значимостта на образованието за мир, включително много декларации и инструменти на Обединените нации. Коичиро Мацура (англ. Koichiro Matsuura), предходният Генерален Директор на ЮНЕСКО, е записал че образованието за мир е „от съществено значение за мисията на ЮНЕСКО и Обединените нации“.
Известни изследователи мира като Бети Риардън (англ. Betty Reardon) и Дъглас Рош (англ. Douglas Roche) все по-сериозно поставят акцент върху образованието за мир.
Сравнително нова концепция в тази област е обединяването на образованието за мир и образованието за човешките права.